# Proseč pod Ještědem
Proseč pod Ještědem é uma comuna checa localizada na região de Liberec, distrito de Liberec‎.